# Amtsgericht Ehrenfriedersdorf
Das Amtsgericht Ehrenfriedersdorf war ein Gericht der ordentlichen Gerichtsbarkeit und ein Amtsgericht in Sachsen mit Sitz in Ehrenfriedersdorf.

## Geschichte
In Ehrenfriedersdorf bestand bis 1879 das Gerichtsamt Ehrenfriedersdorf als Eingangsgericht. Im Rahmen der Reichsjustizgesetze wurden 1879 im Königreich Sachsen die Gerichtsämter aufgehoben und Amtsgerichte, darunter das Amtsgericht, geschaffen. Der Sprengel des Amtsgerichtes bestand aus Ehrenfriedersdorf, Gelenau, Geyer, Herold, Jahnsbach, Thum (Stadt) und Thum (Dorf mit Knochenhäusern). Das Amtsgericht Ehrenfriedersdorf war eines von 16 Amtsgerichten im Bezirk des Landgerichtes Chemnitz. Der Amtsgerichtsbezirk umfasste danach 19.109 Einwohner. Das Gericht hatte damals zwei Richterstellen und war ein kleines Amtsgericht im Landgerichtsbezirk.
In der DDR wurde das Amtsgericht Ehrenfriedersdorf mit der Verwaltungsreform von 1952 aufgehoben und das Kreisgericht Zschopau an seiner Stelle neu geschaffen. Gerichtssprengel war nun der Kreis Zschopau.

## Gerichtsgebäude

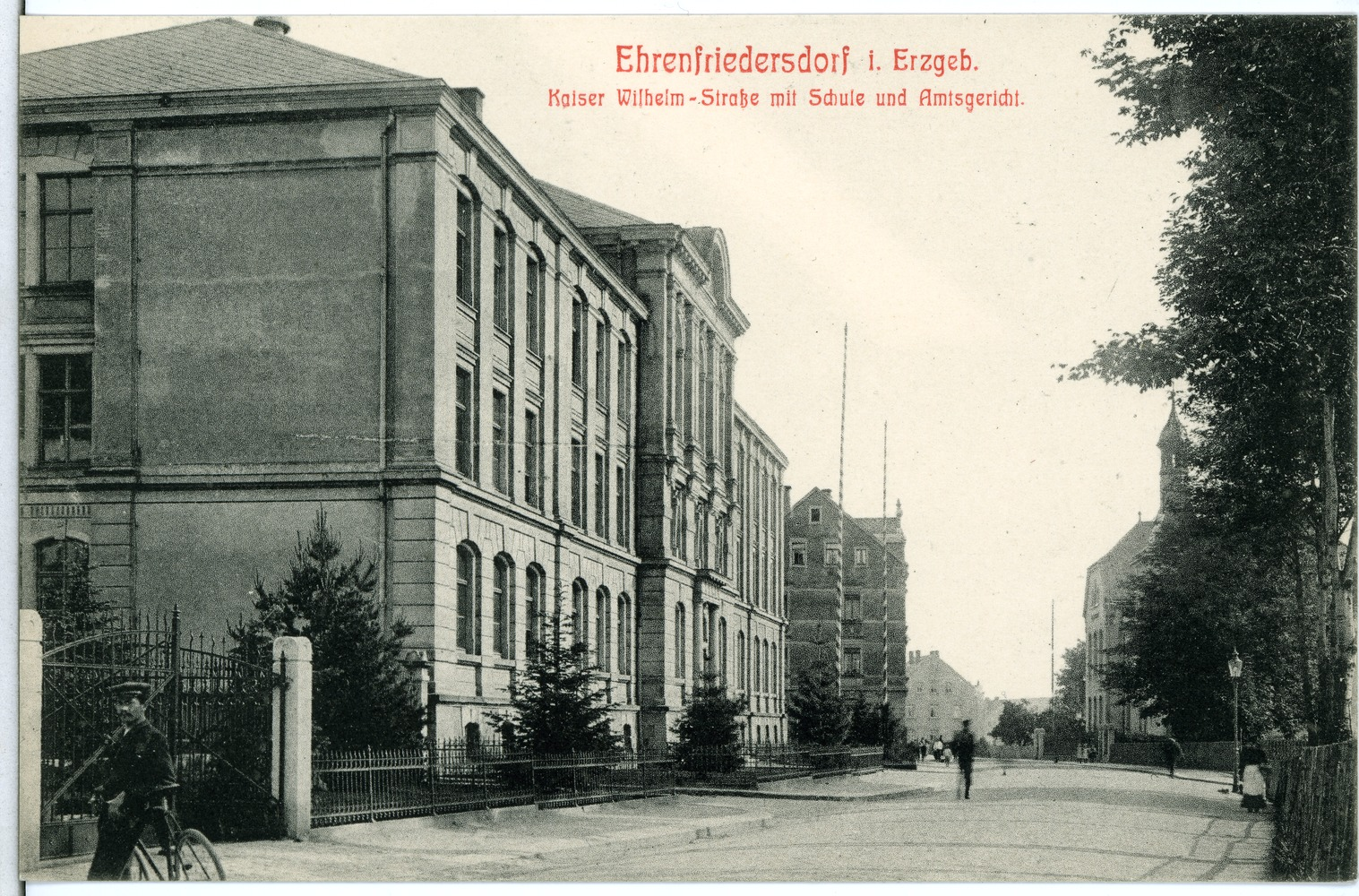
Kaiser Wilhelm-Straße mit Schule und Amtsgericht (1910)

Das Amtsgericht Ehrenfriedersdorf nutzte das 1904 erbaute Amtsgerichtsgebäude (Schillerstraße 21). Der historisierende Putzbau mit Turm steht als Kulturdenkmal unter Denkmalschutz.